# Trichosia trilineata
Trichosia trilineata är en tvåvingeart som först beskrevs av Enrico Adelelmo Brunetti 1912.  Trichosia trilineata ingår i släktet Trichosia och familjen sorgmyggor. Inga underarter finns listade i Catalogue of Life.